# 黃偉德
黃偉德（化名：奶粉德），生於香港，是一名職業足球運動員，司職中堅，現時已退役，並效力香港丙組（甲）足球聯賽業餘球隊東方。

## 球員生涯
1991年入選香港青年軍，體院出身，1991年奧運隊成員，1992年加盟星島，1993-94球季借予流浪半季，1995-96轉投快譯通為球隊首次奪取聯賽冠軍，1998–99年轉會愉園。
曾代表香港隊出戰省港盃於1995–96見負 1–8 賽事頂入唯一的入球及1998曼谷亞運會。

## 個人榮譽
- 1999年香港足球明星選舉最佳十一人